# 利夫冰川
利夫冰川（英語：Liv Glacier）是南極洲的冰川，全長64公里，發源地在南極高原的巴納姆峰東南面，最終注入羅斯冰架，該冰川在1911年11月由挪威極地探險家羅爾德·阿蒙森發現。
84°55′S 168°0′W / 84.917°S 168.000°W